# Lotus ornithopodioides
Lotus ornithopodioides — вид квіткових рослин родини бобові (Fabaceae). Етимологія: дав.-гр. ορνισ — «птах», o — сполучна голосна, πουϛ, ποδοϛ — «лапа», -οειδεϛ — «подібний».

## Біоморфологічна характеристика

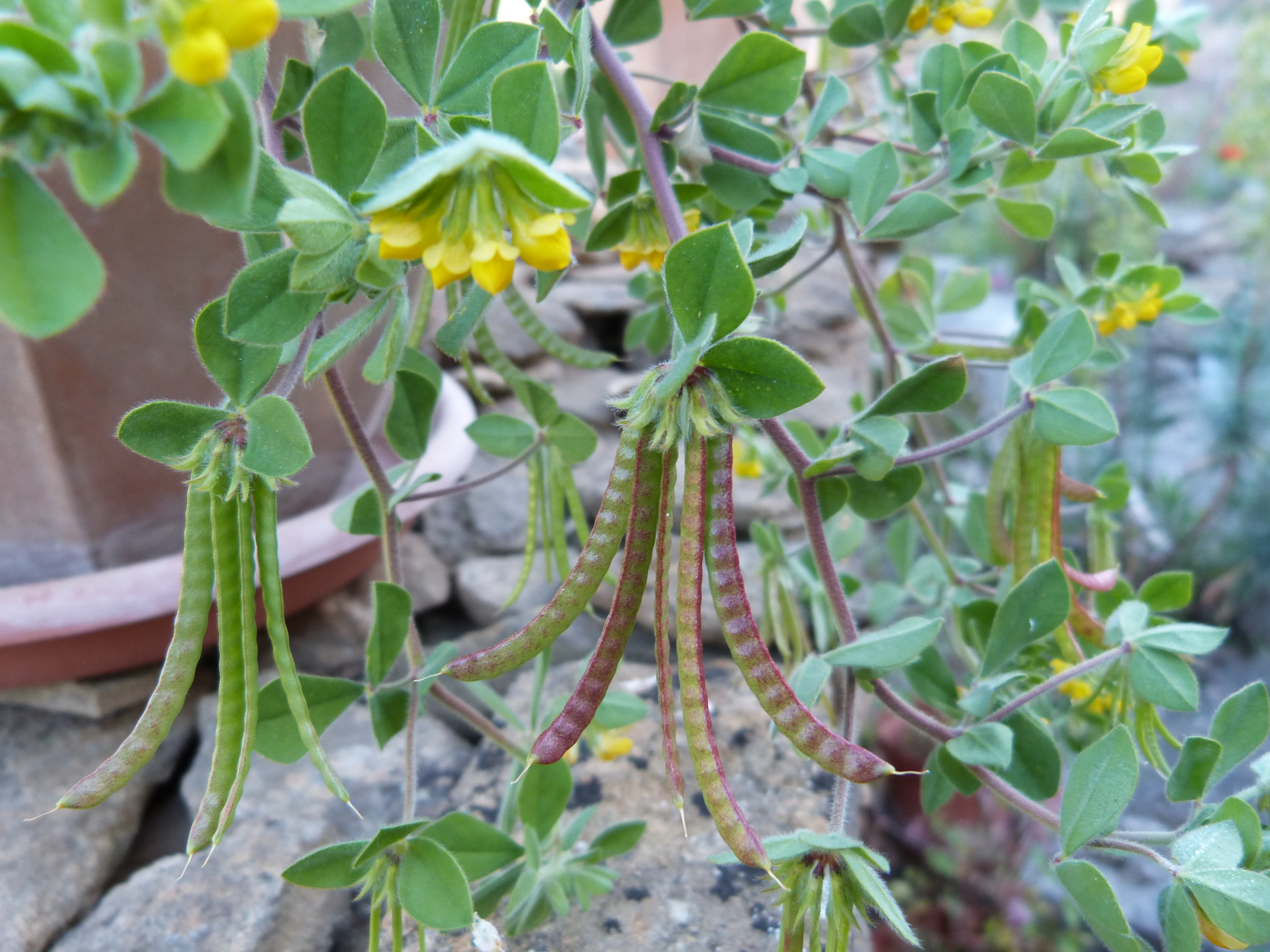
боби

Це однорічні, запушені рослини. Стебла 15–40(50) см, сланкі чи прямовисні, розгалужені. Листки перисті; листові фрагменти 8–25 × 5–15 мм, обернено-яйцеподібні чи ромбічні. Суцвіття містить 2–6 досить малих квітів на стебельцях 10–50 мм. Віночок 6–9(10) мм, жовтий. Біб дзьобатий, лінійний, вибоїстий, коричневий зрілим, 20–45(50) × 2–3 мм, 10–20 насінний; плоди звисають, дещо загнуті вгору і так дещо схожі на пташину лапку. Насінини лінзоподібні, блискучі, чорнуваті. 2n = 14. Цвіте з березня по червень.

## Поширення, екологія
Країни поширення: Північна Африка: Алжир; [пн.] Єгипет; Лівія [пн.сх.]; Марокко; Туніс. Західна Азія: Кіпр; Ізраїль; Ліван; Сирія; Туреччина. Європа: Україна - Крим; Албанія; Колишня Югославія; Греція [вкл. Крит]; Італія [вкл. Сардинія, Сицилія]; Франція [вкл. Корсика]; Португалія [вкл. Мадейра]; Іспанія [вкл. Балеарські острови, Канарські]. 
Населяє луки, канави, кам'янисті місця; на висотах 0–300 метрів.

## Використання
Фураж.